# Adenopterus hemipteroides
Adenopterus hemipteroides är en insektsart som först beskrevs av Otte, D. 1987.  Adenopterus hemipteroides ingår i släktet Adenopterus och familjen syrsor. Inga underarter finns listade i Catalogue of Life.